# Dry Creek (Adelaide)
Dry Creek ist hauptsächlich eine von der Industrie dominierte Vorstadt im Norden von Adelaide, in dessen Gebiet sich große Feuchtgebiete und Salzseen befinden, die von der Firma Cheltenham Salt als Saline zur Salzgewinnung genutzt werden.
Benachbart zum Dry Creek sind die Vororte Cavan, Gepps Cross, Kilburn, Regency Park und Wingfield. In Dry Creek befindet sich ein Bahnhof der Gawler Railway, der 10,6 km vom Hauptbahnhof von Adelaide entfernt ist, sowie das ehemalige Dry-Creek-Sprengstofflager.

## Feuchtgebiete

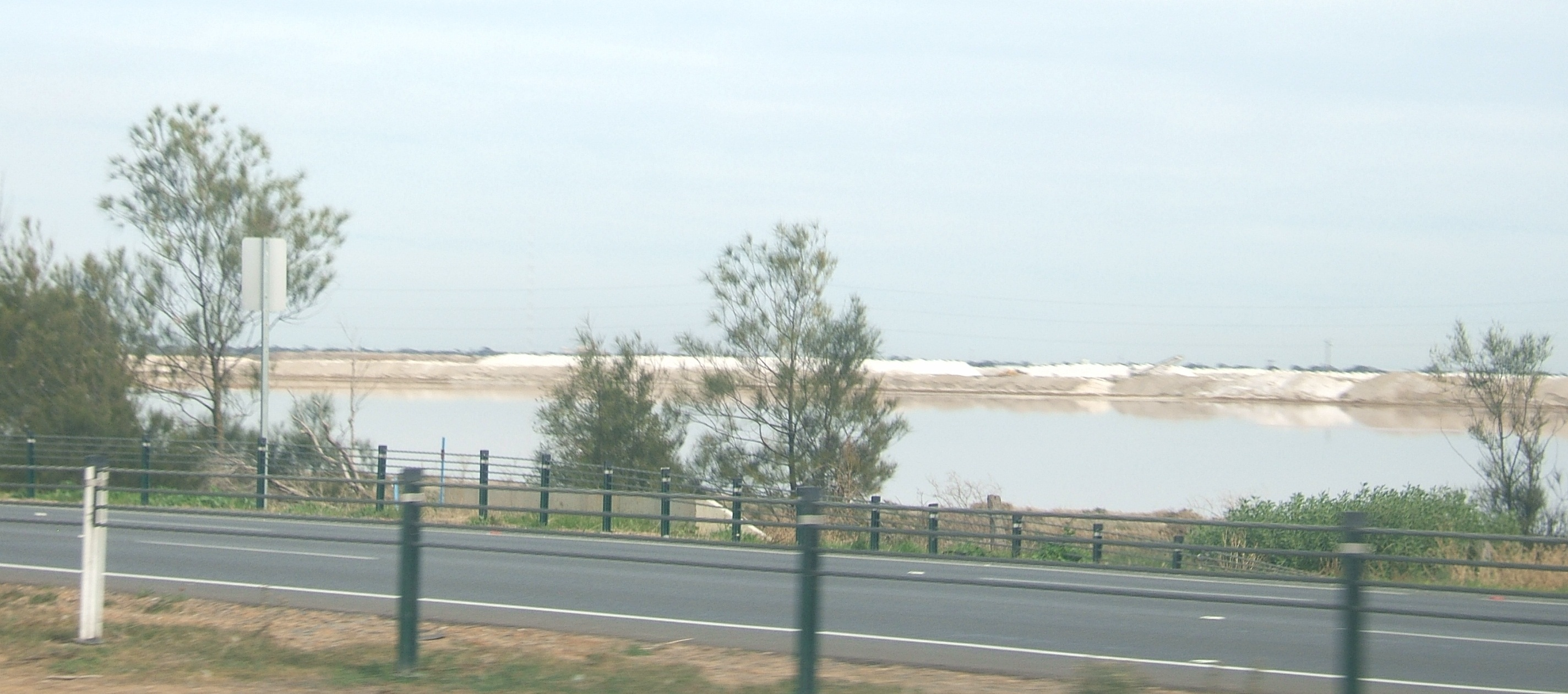
Saline bei Dry Creek

Die Feuchtgebiete von Dry Creek setzen sich aus verschiedenen Abschnitten zusammen, die am östlichen Ende der Vorstadt beginnen und bis zum ins Wassereinzugsgebiet des Dry Creek reichen. Sie bilden einen Teil des Überflutungsgebiets der Verwaltungsgebiete von Salisbury City und der Port Adelaide Enfield City und sind verbunden mit zahlreichen Abflüssen, die von den Adelaide Plains und der Überflutungskanäle bilden. Einige der Feuchtgebiete wurden trockengelegt, aber der Erfolg war gering.
Die Feuchtgebiete bilden die Flora und Fauna eines der südlichsten Mangrovengebiete der Erde mit dem Bewuchs der Tecticornia mit einer großen Vogel- und einer Fischpopulation. Der Abfluss des nördlichen Arms des Dry Creek erfolgt in den Barker Inlet im Golf St. Vincent.